# Аден, Геннадий Геннадиевич
Геннадий Геннадиевич Аден (настоящая фамилия Белоруков; 1900—1989) — советский музыкальный педагог, ученик Гектора Гандольфи. Преподавал вокал более 60 лет, из них 40 лет — в Институте имени Гнесиных.

## Биография
Родился в селе Парфеньево (в настоящее время — Костромская область) в семье купца, городского головы и церковного старосты Геннадия Белорукова. С семи лет пел в церковном хоре. Поступив в гимназию, продолжил петь в светском хоре Б. В. Пиллера. По окончании гимназии работал в драматической студии в Костроме, где как любитель исполнял русские и цыганские песни.
Профессиональное музыкальное образование начал в 1922 году в Киевской консерватории. Поступил в класс профессора Гектора Гандольфи, с которым близко сошёлся, а затем женился на его дочери. Когда Гандольфи был приглашён в Московскую консерваторию, уехал в Москву вместе с ним. В 1928 году окончил музыкальный техникум имени Гнесиных, затем год стажировался в Римской королевской консерватории у Пио ди Пьетро. По возвращении из Италии выступал как тенор на Всесоюзном радио.
Преподавательскую деятельность начал в 1929 году на Рабфаке при Московской консерватории. С 1931 по 1933 годы занимал должность музыкального руководителя театра рабочей молодёжи при Заводе имени Сталина. В 1933 году начал преподавать в музыкальных техникумах имени Рубинштейна и имени Ипполитова-Иванова. В 1947 году перешёл в училище имени Гнесиных, а ещё через два года, по личному приглашению Елены Фабиановны Гнесиной, — в Институт имени Гнесиных. Здесь в 1971 году ему было присвоено звание профессора.
За долгую работу вокальным педагогом подготовил многих известных исполнителей, как академического, так и эстрадного направления. У него учились народные артисты РСФСР Константин Лисовский, Эдуард Лабковский, Александр Розум и Вячеслав Осипов, народный артист Белоруссии Леонид Бражник, народный артист Азербайджана Ибрагим Джафаров, народный артист России Сергей Яковенко, а также Валерий Ободзинский, Вадим Мулерман и Лариса Мондрус.

### Семья
- Тесть — Гандольфи, Гектор Петрович (1862—1931), вокальный педагог[3].
- Тёща — Калнынь-Гандольфи, Надежда Игнатьевна (1855—1946), вокальный педагог[3].